# Triossido di rodio
Il triossido di rodio è un composto chimico di formula Rh2O3, l'unico ossido stabile del rodio.
Può essere ottenuto in vari modi:
- riscaldamento a 600 °C in presenza di ossigeno di rodio metallico o tricloruro di rodio
- riscaldamento di nitrato di rodio(III)
- disidratazione di RhO2 · 2H2O

In soluzione acquosa per aggiunta di alcali dà un precipitato giallo di formula Rh2O3 · 5H2O. Riscaldandolo con ossigeno sotto pressione si ottiene RhO2.